# Querbinder

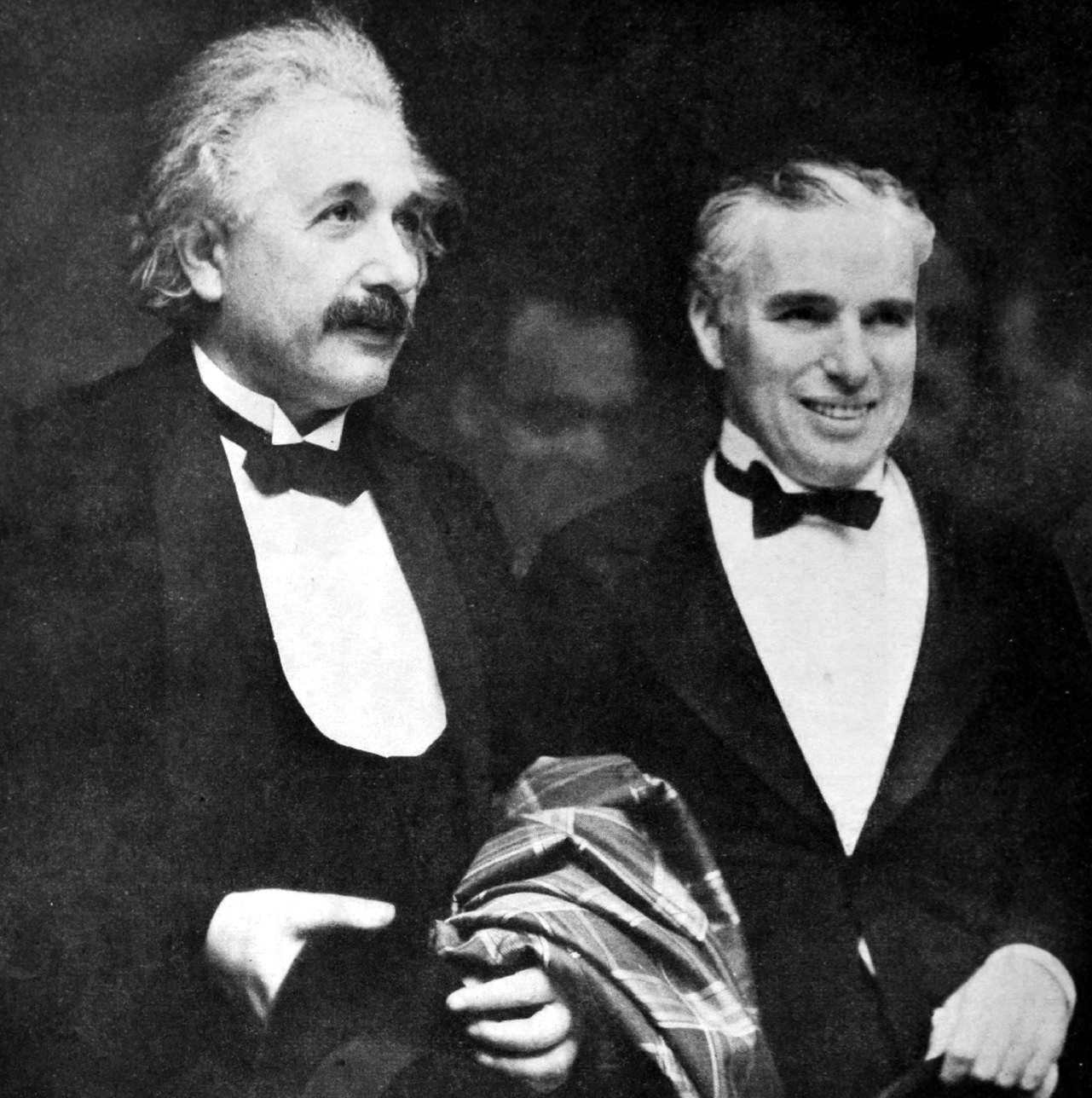
Albert Einstein und Charlie Chaplin, 1931

Der Querbinder, auch Schleife (Krawattenschleife) oder allgemeinsprachlich Fliege, in Österreich auch Mascherl und in der Schweiz auch Schlips genannt (nicht zu verwechseln mit der Bedeutung dieses Wortes in Deutschland, wo es synonym zu Krawatte gebraucht wird), ist ein Stoffband, das am Hemdkragen getragen (Unterschied zum Halstuch) und vorne mittels Schleifen-Knoten (Unterschied zur Krawatte, dem Langbinder) gebunden wird.

## Geschichte und Verwendung

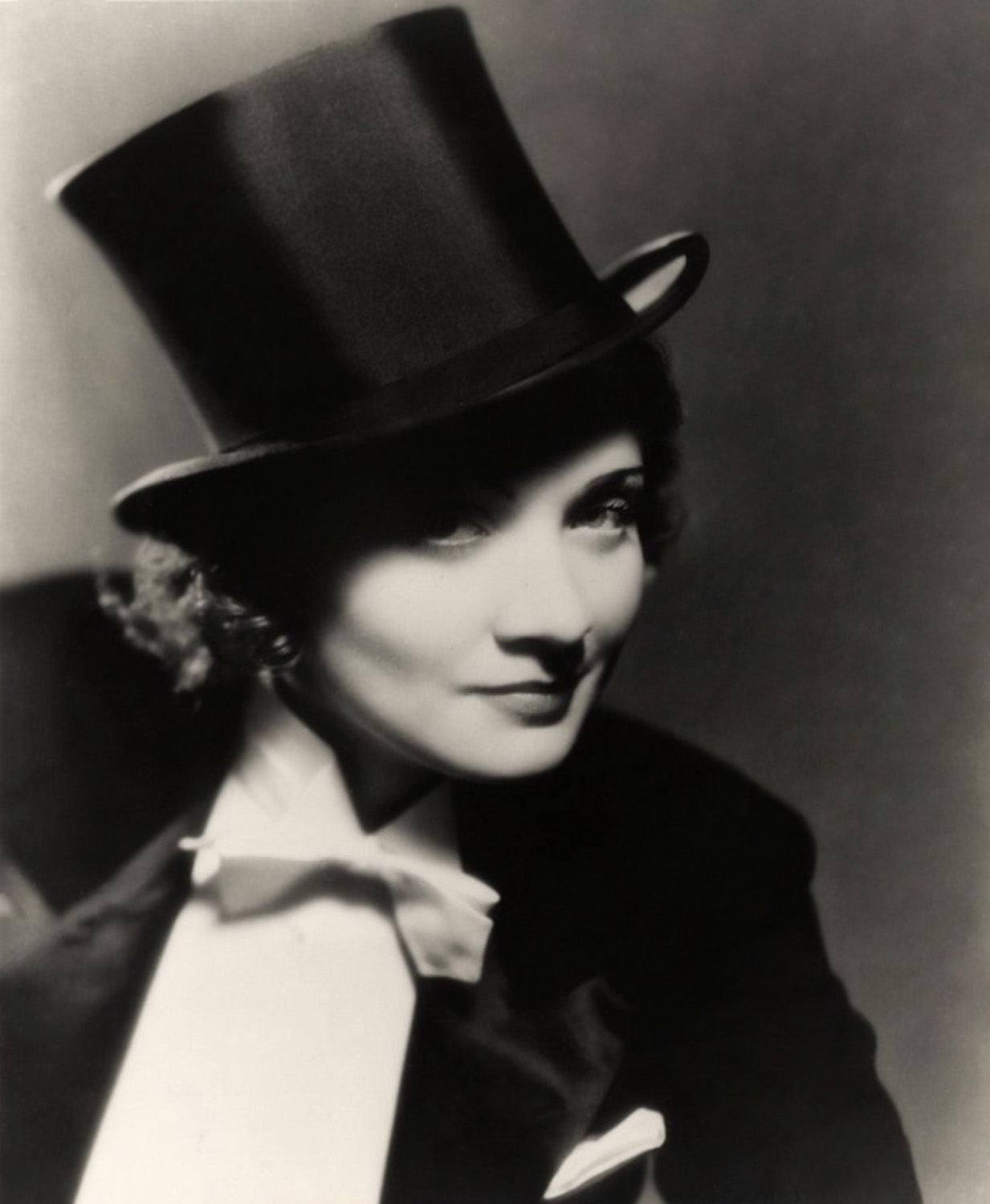
Marlene Dietrich als Kabarettsängerin mit Fliege
Marokko (Josef von Sternberg, 1930)

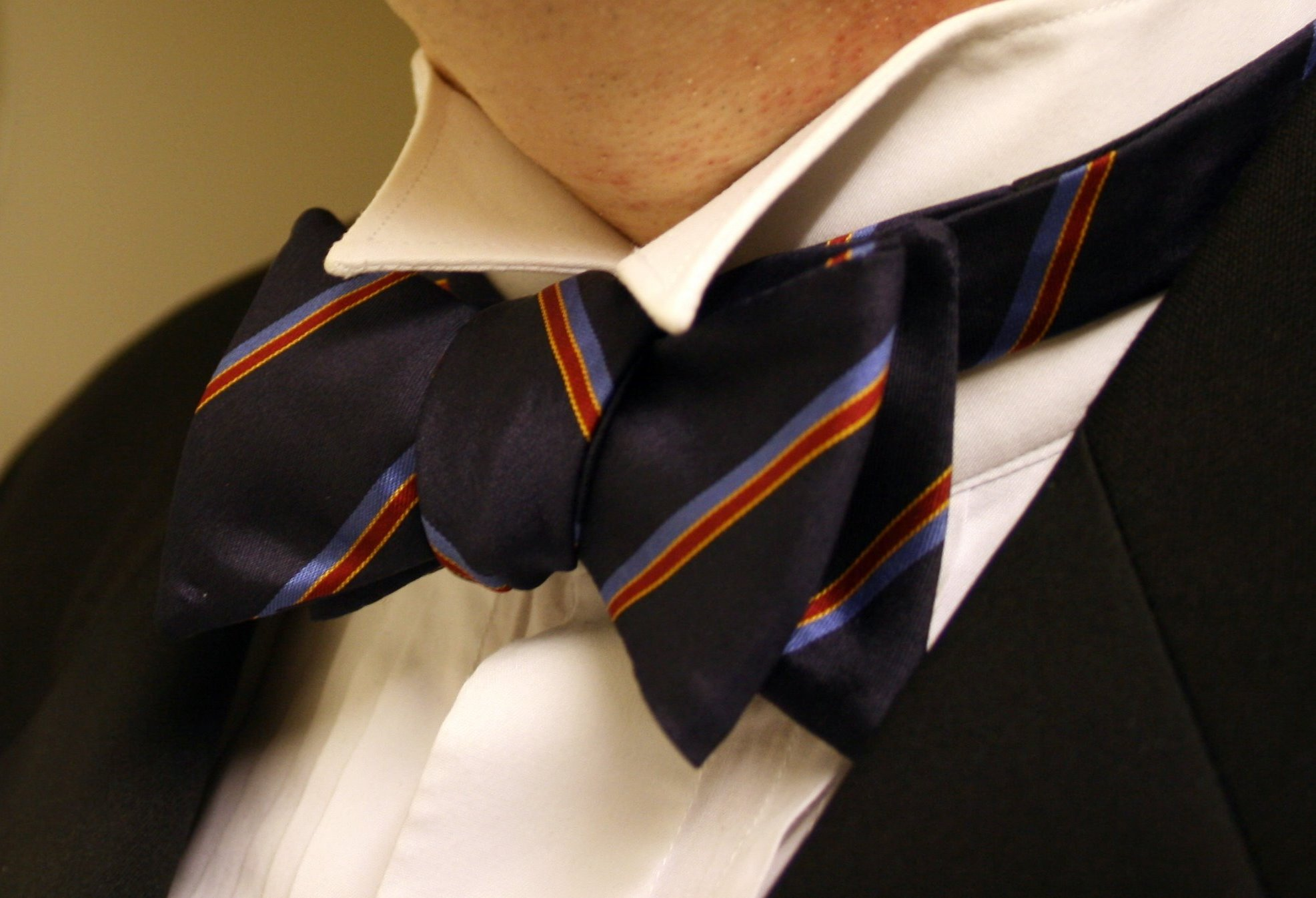
Gestreifter Querbinder

Der Querbinder verlor im Laufe der Kleidungsgeschichte stark an Bedeutung, sodass die jüngere Krawatte heute wesentlich weiter verbreitet ist. Ursprünglich waren die von vornehmen Herren getragenen Schleifen noch wesentlich größer, bis sie etwa 1870 auf das noch heute bekannte kompakte Format reduziert wurden. Seit Beginn der 2010er erlebt die Schleife eine Renaissance in der Mode.
Bis in die Gegenwart hat sie sich als einzig akzeptierter Binder zum Frack (weiße Schleife, white tie) und zum Smoking (schwarze Schleife, black tie) noch ihre Bedeutung anlässlich festlicher Abendgesellschaften erhalten. Bei manchen Gelegenheiten ist allerdings eine schwarze Fliege ausschließlich dem Bedienpersonal vorbehalten, z. B. wenn der Frack als Arbeitskleidung getragen wird (Butler, Kellner).
Als Teil der Amtstracht der Richter und Staatsanwälte ist eine weiße Schleife alternativ zur weißen Krawatte zulässig. Zum Dienstanzug der Bundeswehr kann ebenfalls eine schwarze Schleife getragen werden, zum Gesellschaftsanzug ist diese vorgeschrieben.
Im Snooker- und English-Billiards-Sport ist bei Profiturnieren das Tragen einer Fliege vorgeschrieben.
Damen tragen auch vereinzelt Schleifen zur Bluse.

## Material und Knoten

Die gleiche Bindung wie eine Schuhschleife

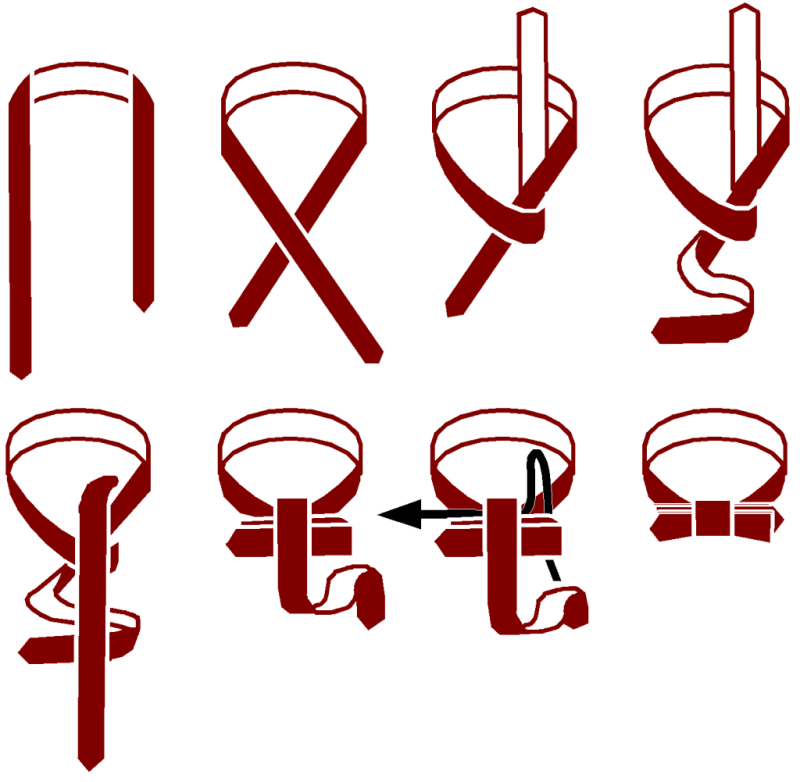
Bindevorgang

Hochwertige Schleifen werden ebenso wie hochwertige Krawatten aus bunt bedrucktem oder gewebtem reinem Seidenstoff hergestellt, die weißen Frackschleifen hingegen immer aus Baumwollpikee. Andere mögliche Materialien sind Polyester (auch als Microfaser), Viskose, Wolle, Leinen oder Leinenmischung oder Kord. Manche Designerfliegen bestehen ganz oder teilweise aus Materialien, die keine Textilien sind, wie Leder, Kork, Holz, Metall, Karton, Filz etc.
Ein großer Teil der verkauften Fliegen sind vorgebundene Modelle mit festgenähten Knoten, die mit einem verstellbaren Gummiband, Stoffband oder einem Haken zum Einhängen am obersten Knopf erhältlich sind.
Die klassische Form ist die selbstgebundene Fliege. Bei hohen Festlichkeiten gilt das Tragen einer fertig vorgebundenen Schleife als Fauxpas. Die Schleife wird als ein beidseits auf Slip gelegter Kreuzknoten gebunden, wie eine gewöhnliche Schuhschleife mit doppelten Schlaufen. Manche Schleifen zum Selberbinden verfügen zusätzlich über Haken und Öse. Während es für Krawatten eine Vielfalt von Knoten gibt, findet sich für Schleifen nur ein einziger Knoten, von Exoten abgesehen. Im Unterschied zu Krawatten kann der Schleifenknoten nicht verschoben werden, die Weite einer Schleife lässt sich nach dem Binden nicht mehr ändern. Als Variationsmöglichkeit kann beim Binden das Band gedreht werden, so dass sich beim senkrechten Teil des Knotens in der Mitte eine diagonale Falte bildet, woran man eine gebundene Fliege erkennen kann. Gebundene Fliegen weisen meistens kleine Unregelmäßigkeiten auf und sind häufig in der Mitte fülliger als vorgebundene Fliegen.

## Formen
Bei den Querbindern sind drei verschiedene Formen geläufig: die Butterfly, die Batwing und die Diamond Point. Die Butterfly ist der Klassiker unter den Fliegen. Sie ist die am weitesten verbreitete und weltweit beliebteste Form. Die Batwing ist etwas schmaler. Die Diamond-Point-Fliege ist charakterisiert durch spitze Enden.

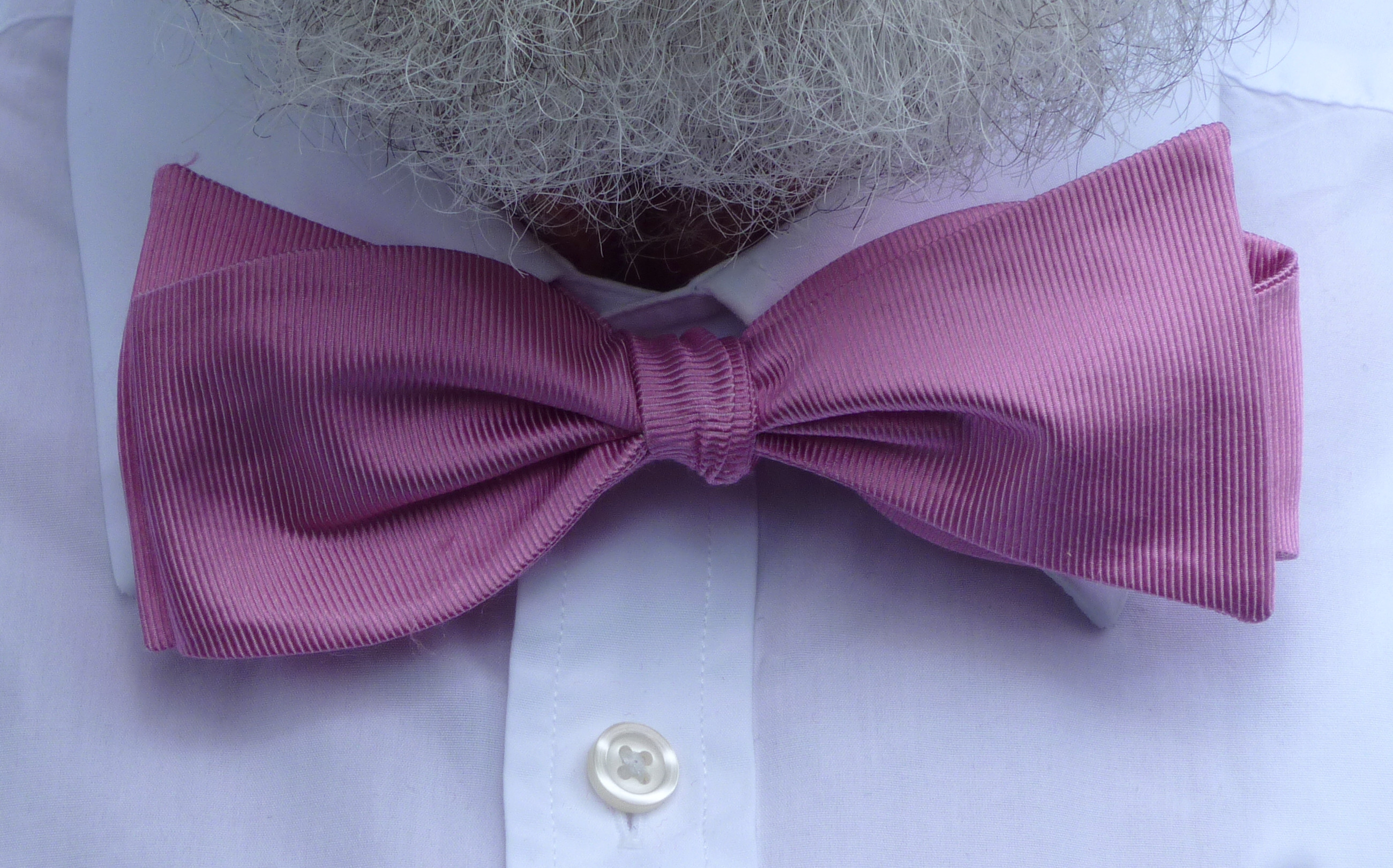
Querbinder, Typ Butterfly, Seide
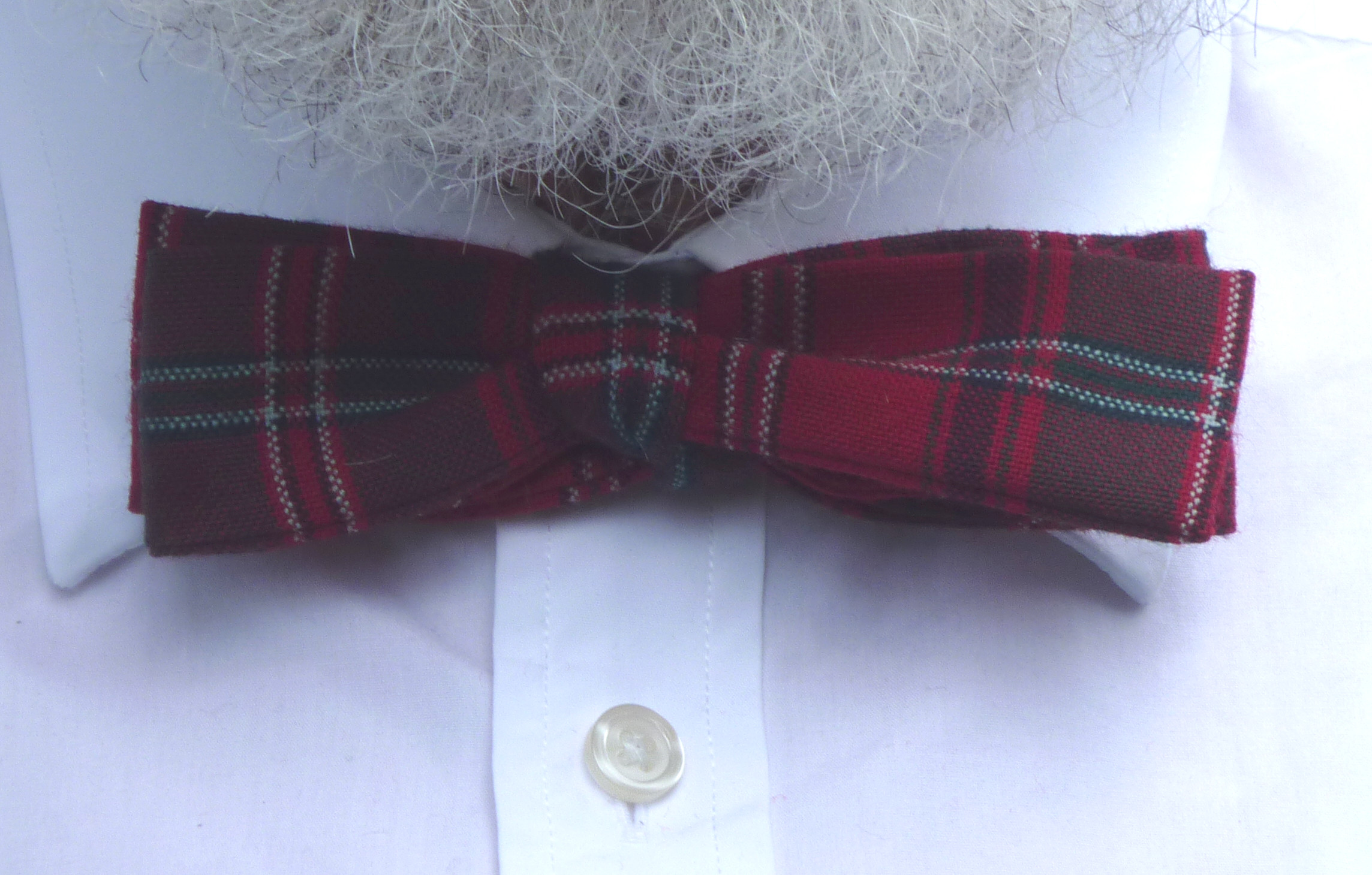
Querbinder, Typ Batwing, Wolle
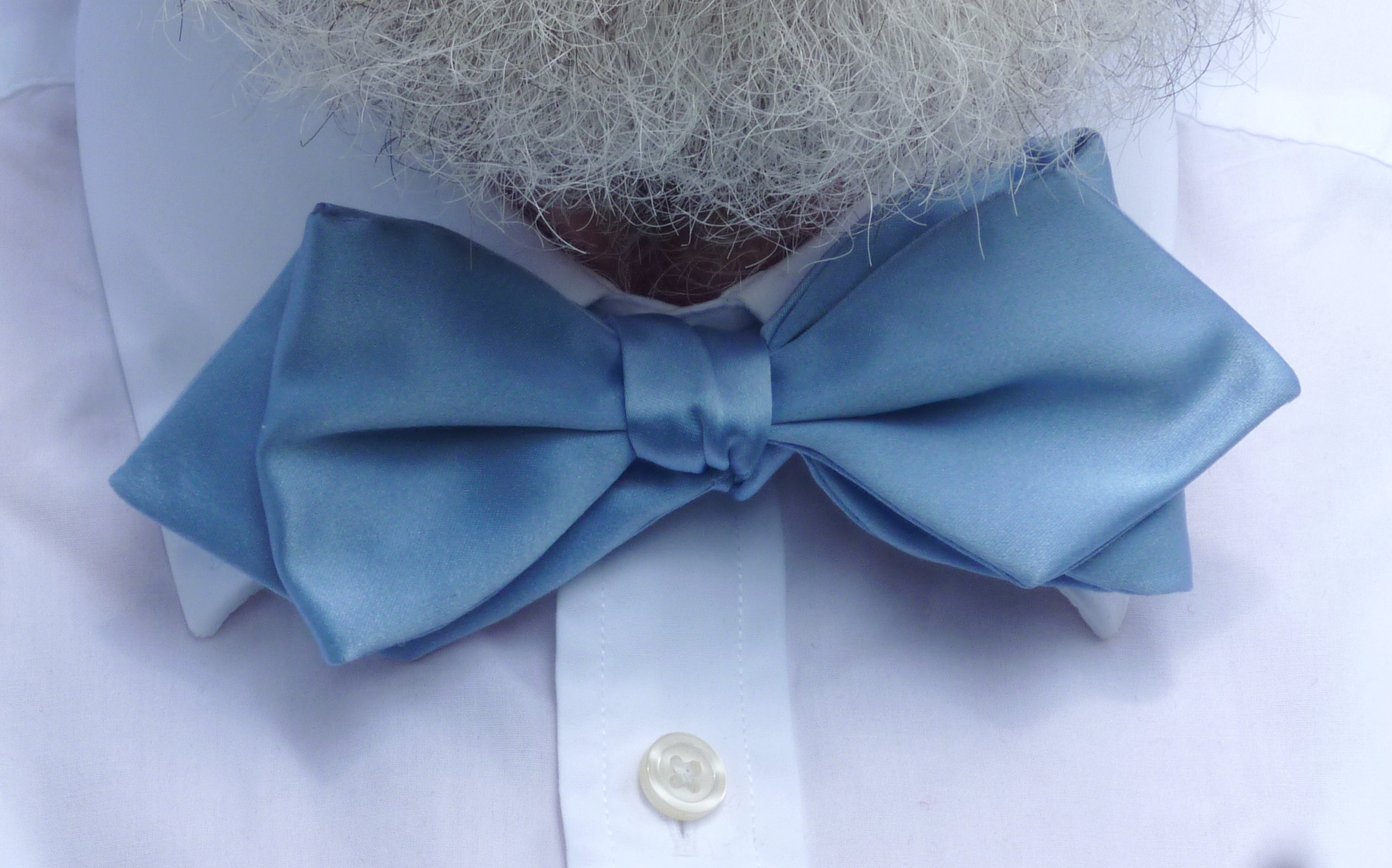
Querbinder, Typ Diamond Point, Seide